# Войхна
Войхна, также известен как Воин Драма и Цезарь Войхна (ок. 1298—1360, Драма) — сербский магнат, один из известных военачальников короля Сербии Стефана Уроша Душана. Правитель области Драма (1345—1360).

## Биография
В грамоте Стефана Уроша Душана в монастырь Хиландар Войхна упоминается как его дворянин и двоюродный брат. Появилось несколько гипотез о его происхождении. Чиркович считает, Войхна был близким родственником короля, но точная степень их родства не может быть определена. Согласно Войчичу, Войхна был сыном королевича-монаха Урошица, младшего сына короля Сербии Стефана Драгутина, и троюродным братом Стефана Уроша Душана.
В октябре 1323 года жупан Войхна упоминается как союзник Стефана Владислава II, короля Срема, во время войны за королевский престол против Стефана Уроша III Дечанского. Стефан Владислав проиграл войну за трон и вынужден был удалиться в Венгрию.
В 1341 году после смерти императора Андроника III Палеолога в Византийской империи началась гражданская война. В 1342 году король Сербии Стефан Душан стал союзником претендента Иоанна VI Кантакузина, а через год перешел на сторону его соперника Иоанна V Палеолога. Кантакузин заключил союз с эмиром Айдын Умуром. В 1344 году Стефан Урош Душан прислал на помощь византийцам небольшое войско под командованием воеводы Григория Прелюба. В битве при Стефаниане сербы были разбиты войском айдынского эмира. Но сербское наступление было уже не остановить.
В 1345 году Стефан Урош Душан, завоевавший значительную часть византийских владений на Балканах, был провозглашен царем в Серресе. В том же году Войхна был назначен правителем области Драма. Когда Стефан Урош Душан был коронован как «царь сербов и греков» в Скопье 16 апреля 1346 года, он также короновал своего сына Стефана Уроша как короля. Крупные сербские вельможи из ближайшего окружения нового царя получили почётные византийские титулы. Деспотами стали Симеон Урош, Йован Асень и Йован Оливер, севестократорами — Деян Драгаш и Бранко Младенович, а цезарями — Гргул Голубич, Григорий Прелюб и Войхна.
В конце 1347 или в начале 1348 года Войхна сопровождал Стефана Уроша Душана во время путешествия на Афон. В 1348 году Войхна подарил деревню Потолино на Нижней Струме монастырю Хиландар.
В декабре 1355 года скончался царь Сербии Стефан Урош Душан. Новым королём стал его единственный сын и наследник Стефан Урош V (1355—1371) при регентстве своей матери Елены Болгарской. Сама Елена Болгарская стала независимой (от Сербии) правительницей города Серре, захваченного у византийцев.
В это время в дряхлеющей Византийской империи полыхала новая гражданская война (1352—1357) между Иоанном V Палеологом и Иоанном VI Кантакузином. Матфей Кантакузин, старший сын Иоанна Кантакузина, правивший в Родопах, со своим войском и отрядами союзных турок выступил в поход на город Серре. Король Сербии Стефан Урош, союзник Иоанна V, прислал на помощь своей матери сербское войско под командованием Войхны. Осенью 1356 года сербский военачальник Войхна захватил в плен Матфея Кантакузина, соперника Иоанна V. Вначале Войхна планировал выпустить Матвея за выкуп, но вскоре понял, что император Иоанн V Палеолог готов предложить гораздо большую сумму. В декабре 1357 года Матфей Кантакузин отказался от своих владений и императорского титула в пользу Иоанна V Палеолога.
В 1358 году жена Войхны сделал пожертвование в монастырь Кутлумуш на Афоне.
В 1360 года цезарь Войхна скончался. Его владения были унаследованы его зятем Углешей Мрнявчевичем, правителем Серреса. Он был похоронен в монастыре Хиландар вместе со своим сыном, который скончался раньше его.
Его единственная дочь Елена (в монашестве — Евфимия) (ум. 1405) стала женой Углеши Мрнявчевича (ум. 1371), деспота Серреса.